# Berndt-Otto Rehbinder
Berndt-Otto Rehbinder (Karlskrona, 1 de mayo de 1918-Boden, 12 de diciembre de 1974) fue un deportista sueco que compitió en esgrima, especialista en la modalidad de espada.
Participó en tres Juegos Olímpicos de Verano entre los años 1952 y 1960, obteniendo una medalla de plata en Helsinki 1952 en la prueba por equipos. Ganó cuatro medallas en el Campeonato Mundial de Esgrima entre los años 1950 y 1961.

## Palmarés internacional
| Juegos Olímpicos   | Juegos Olímpicos        | Juegos Olímpicos  | Juegos Olímpicos   |
| Año                | Lugar                   | Medalla           | Prueba             |
| ------------------ | ----------------------- | ----------------- | ------------------ |
| 1952               | Helsinki (Finlandia)    | Medalla de plata  | Espada por equipos |
| Campeonato Mundial |                         |                   |                    |
| Año                | Lugar                   | Medalla           | Prueba             |
| 1950               | Montecarlo (Mónaco)     | Medalla de bronce | Espada por equipos |
| 1951               | Estocolmo (Suecia)      | Medalla de bronce | Espada por equipos |
| 1954               | Luxemburgo (Luxemburgo) | Medalla de plata  | Espada por equipos |
| 1961               | Turín (Italia)          | Medalla de bronce | Espada por equipos |